# عباسعلي كندي
عباسعلي كندي هي قرية في مقاطعة مشكين شهر، إيران. عدد سكان هذه القرية هو 32 في سنة 2006.